# Leiosauridae
Leiosauridae — родина ігуанових ящірок, що складається з шести родів і 34 видів. Родина є ендеміком Центральної та Південної Америки.
Родина містить такі роди: Anisolepis, Diplolaemus, Enyalius, Leiosaurus, Pristidactylus, Urostrophus.
Філогенетичне дослідження 2022 року показало, що Leiosauridae є сестринськими таксонами Opluridae, унікальної родини ігуанів, ендемічної для Мадагаскару. Вважається, що Opluridae колонізували Мадагаскар через океанське поширення з Південної Америки, прямо чи опосередковано.